# Gail Emms
Gail Elizabeth Emms (Hitchin, 23 de julho de 1977) é uma ex-jogadora  de badminton britânica, medalhista olímpica, especialista em duplas.

## Carreira
Gail Emms representou seu país nos Jogos Olímpicos de Verão de 2004 e 2008, conquistando a medalha de prata, nas duplas mistas em 2004 com Nathan Robertson.